# Mezilaurus palcazuensis
Mezilaurus palcazuensis là loài thực vật có hoa trong họ Nguyệt quế. Loài này được van der Werff miêu tả khoa học đầu tiên năm 1987.

## Tên gọi khác
- Mezilaurus Palcazuensis
- Palcazuensis Mezilaurus
- Palcazuensis False Mahogany
- Palcazu mezilaurus

## Miêu tả
Mezilaurus palcazuensis là một loài thực vật thuộc họ Lauraceae. Đây là một loài cây xanh có thể cao tới 25 mét. Hoa của cây nhỏ màu vàng và hạt nhỏ, tròn, màu đen. Cây con nhỏ và có một lá hình bầu dục.

## Nơi sống
Chúng có nguồn gốc từ Peru và được tìm thấy trong các khu rừng vùng núi ẩm nhiệt đới, cận nhiệt đới, nhất là các khu rừng nhiệt đới Amazon ở Peru.

## Công dụng và Lợi ích
Mezilaurus palcazuensis được sử dụng làm cây cảnh trong vườn và công viên. Nó có mùi thơm dễ chịu nên được sử dụng để làm tinh dầu. Nó cũng được sử dụng trong y học cổ truyền vì đặc tính chống viêm và chống vi khuẩn.